# Wobble
Wobble is een onbalans in een eensporig voertuig zoals een motorfiets of fiets die zich kan uiten in een slingerend voorwiel.

Dit ontstaat bij motorfietsen vooral bij snelheden tussen 30 en 80 km/uur en heet daarom ook wel low speed wobble.
Het verschijnsel lijkt op shimmy, maar bij wobble is slingerfrequentie lager en kantelt het voertuig voortdurend om de lengte-as, wat bij shimmy niet het geval is.